# Coenosia chaetosa
Coenosia chaetosa är en tvåvingeart som beskrevs av Malloch 1934. Coenosia chaetosa ingår i släktet Coenosia och familjen husflugor. Inga underarter finns listade i Catalogue of Life.